# Rue des Hauts-Pavés
Pour les articles homonymes, voir Rue du Haut-Pavé.
La rue des Hauts-Pavés est une voie de Nantes, en France.

## Situation et accès
Située dans le quartier Hauts-Pavés - Saint-Félix, longue de 1,150 km, elle relie la rue Yves-Bodiguel (à son débouché sur la place Viarme) au boulevard des Anglais (au niveau du rond-point de Vannes).
Sur son côté sud-ouest (numéros impairs), elle rencontre les rues du Poitou, du Berry, Jean-Viel, de la Pelleterie, Paul-Painlevé, François-Lizé, et les avenues Émile-Matignon et de l'Union.
Sur son côté nord-est (numéros pairs), elle rencontre les rues de Savenay, Russeil, Noire, Général-Bedeau, du Maine, Ernest-Legouvé Léon-et-Alphonse-Séché, Jules-Simon, Félix-Faure, l'avenue des Loriots et la rue Léon-Say.

## Origine du nom
Au milieu du XVIIIe siècle, les actes de l'état civil lui attribuent de préférence le nom de « rue des Pavés », l'appellation « Hauts pavés » apparaît sur un plan, tandis que la formulation « rue des Hauts-Pavés » se rencontre plus tard.

## Historique
La rue des Hauts-Pavés s'est constituée sur une portion de la route de Vannes ; elle est apparue au XVIIIe siècle, a tout d'abord désigné la voie entre la place Viarme et le débouché de la rue de Savenay. Puis la voie a été étendue jusqu'à la rue Noire dans les années 1850, jusqu'à l'actuelle rue du Maine dans les années 1860, et son actuel tracé vers 1900.
Au Moyen Âge, il existait la léproserie de Saint-Lazare, située à l'entrée de la route de Vannes, et qui fut fondée par les ducs de Bretagne. Abandonnée en 1569, ses revenus, d'abord joints à ceux de l'Hôtel-Dieu, furent attribués en 1672 à l'Ordre royal de Notre-Dame du Mont-Carmel et de Saint-Lazare de Jérusalem. La chapelle reconstruite au XVIIe siècle et située au no 46, devint par la suite une maison d'habitation.
Au no 21, existait la « cour Cattuit » (ou « Cathuis », du nom du propriétaire qui, en 1481, possédait une partie de la rue), où la duchesse Anne de Bretagne aimait parfois séjourner.
En 1929, est décidé le doublement de la rue des Hauts-Pavés entre la rue de la Pelleterie et la place Viarme. Ce projet figure de nouveau sur les plans dressé lors de la reconstruction, après la Seconde Guerre mondiale. L'objectif est de transformer cette voir pour en faire un tronçon d'une route nationale. C'est donc l'État qui se porte acquéreur des parcelles situées côté ouest de la rue. Mais le projet étant abandonné, l'État rétrocède à la ville ces terrains, qui incluent un pâté de maisons (où figure le logis Cathuis) qui est laissé à l'abandon, avant de faire place à un ensemble d'immeubles d'habitation au début des années 1980.
Lors de la création d'un groupe de 21 immeubles d'habitation entre la rue des Hauts-Pavés et le cimetière Miséricorde, la rue du Poitou est ouverte. Cette nouvelle voie est achevée à la fin des années 1950, lorsqu'elle rejoint la place Viarme, déviant la circulation automobile dans la partie sud de la rue des Hauts-Pavés. La cité des Hauts-Pavés est dessinée par l'architecte Michel Roux-Spitz.
Depuis 2000, la partie nord de l'artère est parcourue par la ligne 3 de tramway qui dessert la station Félix Faure.

## Bâtiments remarquables et lieux de mémoire
Au no 48 se trouvait l'ancienne maison de l'horticulteur Jules Bécigneul. Lors de la construction d'un nouveau bâtiment (extension du site du groupe d'assurance Bessé situé au no 46), elle a été démolie, seule la façade en a été conservée, à des fins de décoration.
Au no 50 se dressait, selon la tradition, l'ancien chenil du repos de chasse d'Anne de Bretagne (voir logis Cathuis). Il a été démoli pour faire place à un nouveau bâtiment (le même que ci-dessus, au no 48).

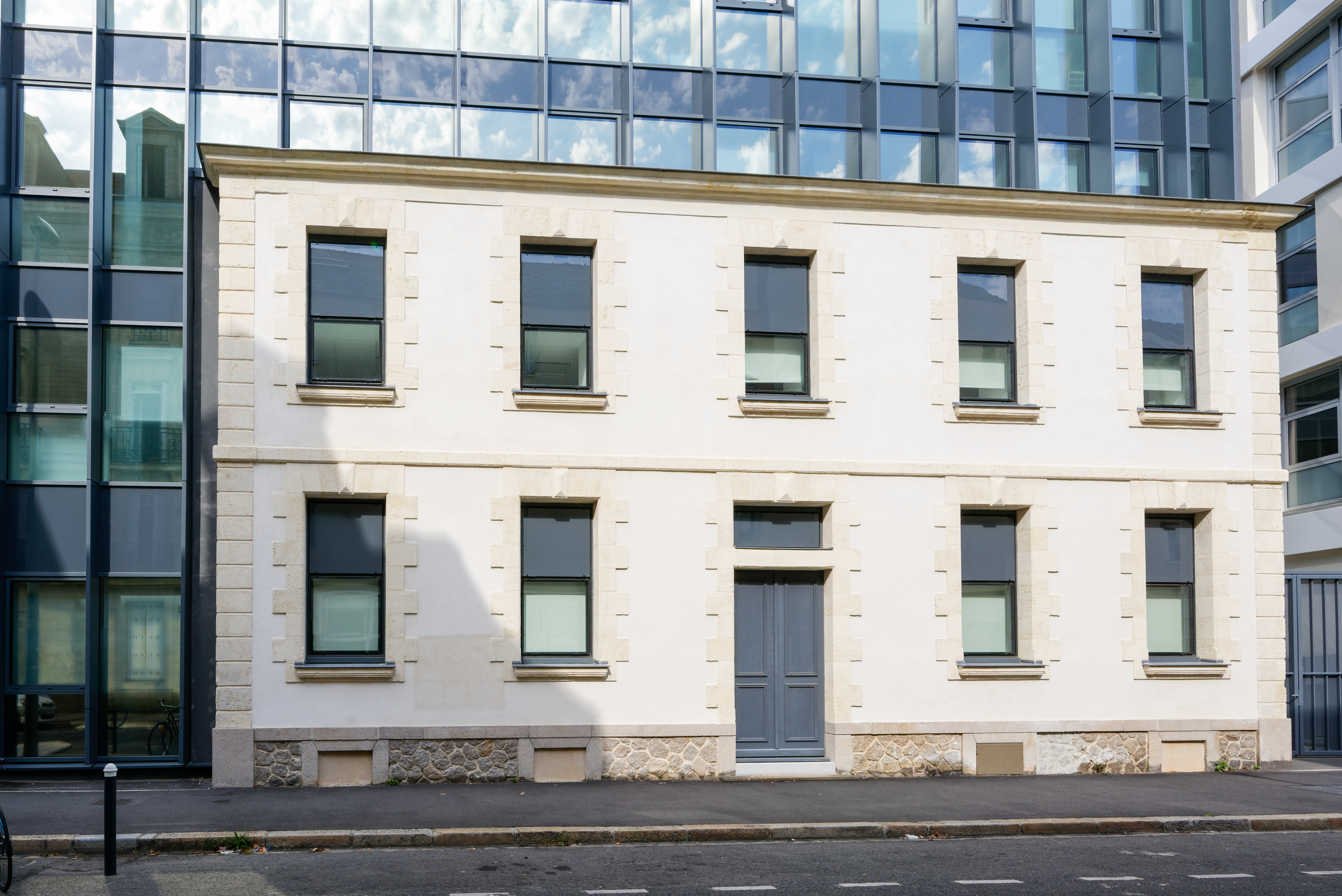
Façade de l'ancienne maison de l'horticulteur Jules Bécigneul

## Voies annexes

### Cours intérieures
Plusieurs cours intérieures privées portent un nom. Elles communiquent avec la rue du Poitou :
- la cour de la Brocante[coord 3] est partiellement ouverte ;
- la cour Cathuis, dont le nom rappelle la présence de l'ancien logis Cathuis (ou « Cour Cathuis »), est close[coord 4] ;
- la cour des Songes[coord 5] ;
- la cour Sans-Nom[coord 6].

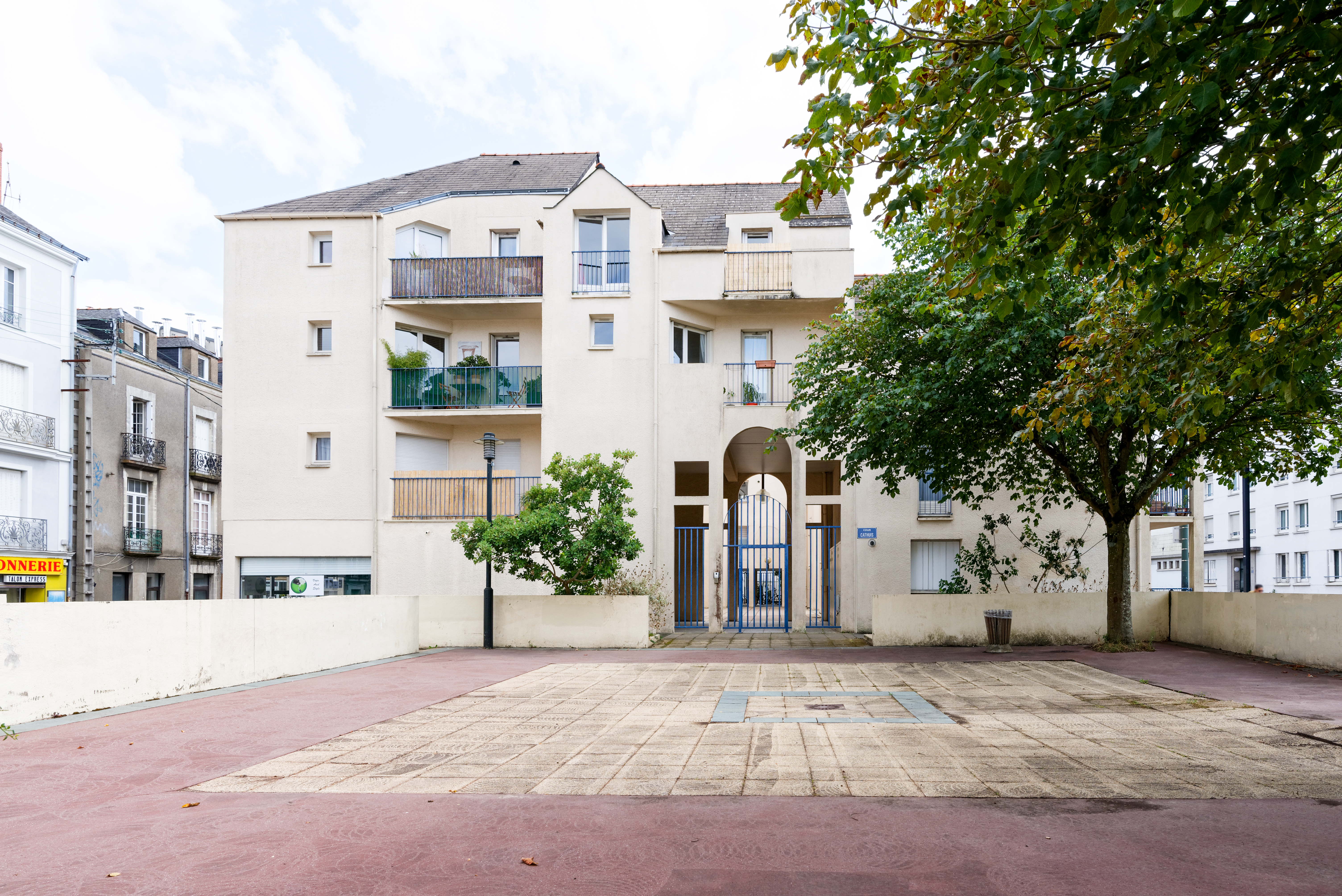
Cour Cathuis
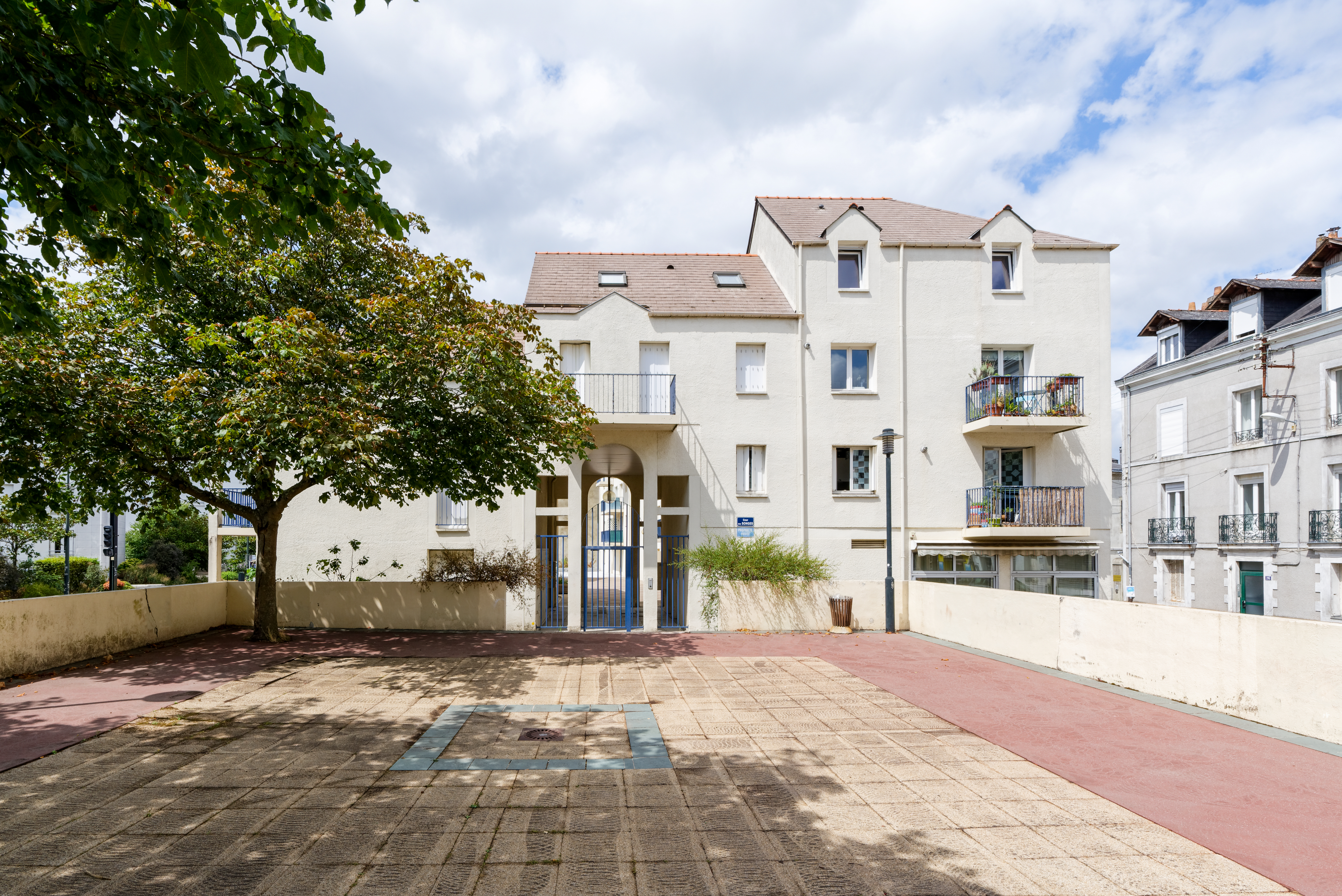
Cour des Songes

### Place de la Fontaine-Morgane
Voie privée menant à la rue du Poitou, cette placette présente un dénivelé. Elle est agrémentée d'une fontaine, près le laquelle a été apposée une plaque rappelant la présence de l'ancien repos de chasse des ducs de Bretagne.

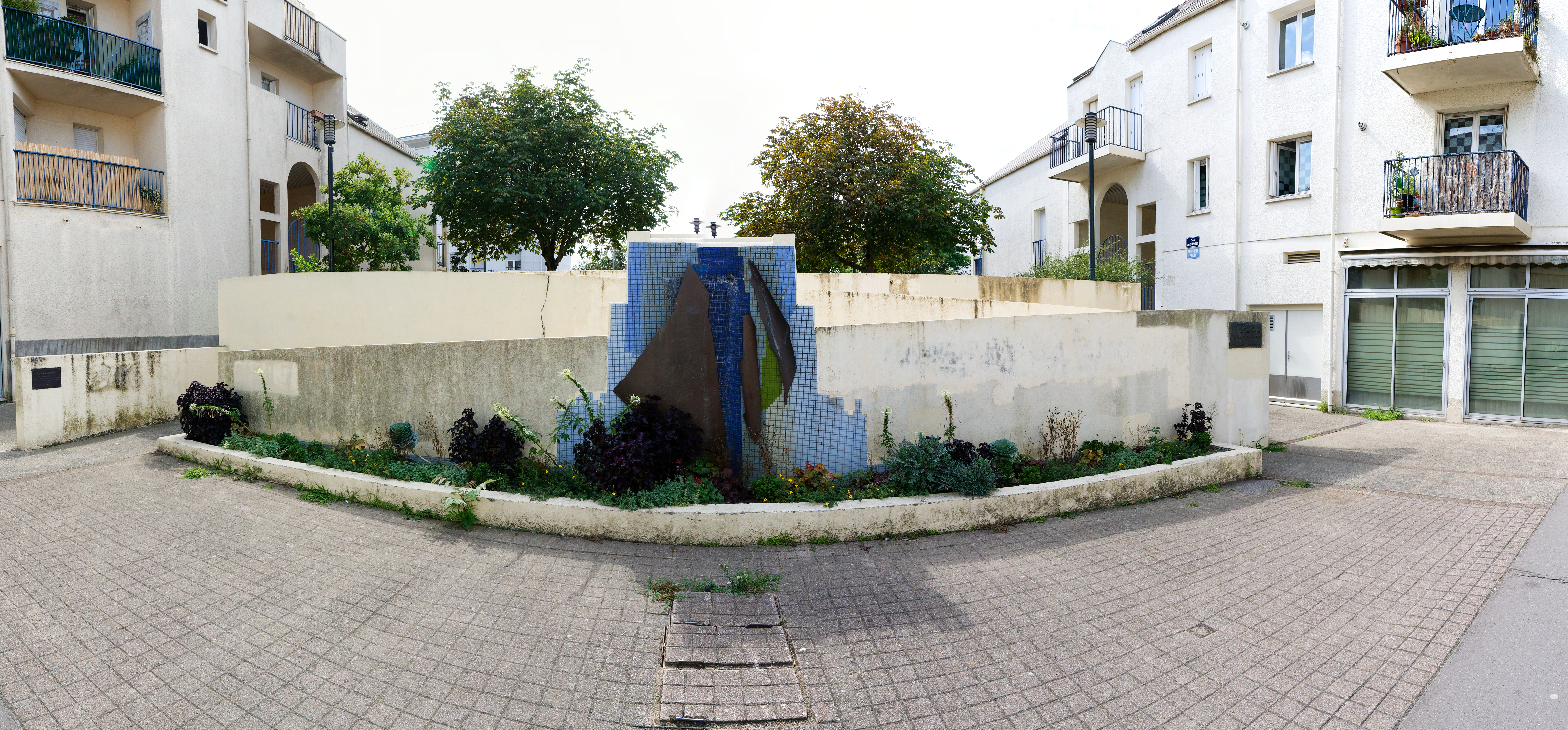
Vue panoramique de la place de la Fontaine-Morgane
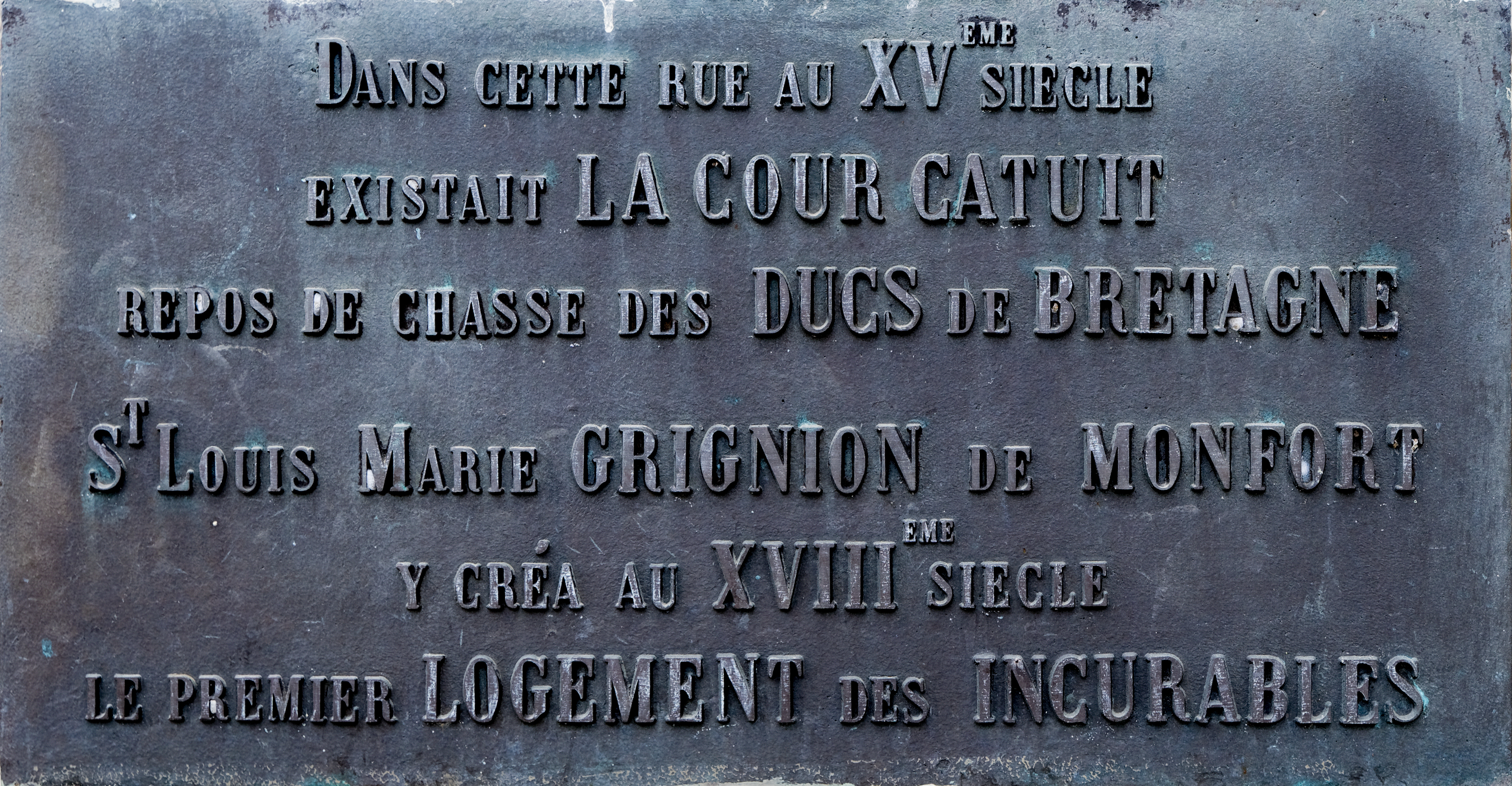
Plaque commémorative de La Cour Catuit

### Square des Lavandières
Voie privée menant à la rue du Poitou, cette placette, qui présente un dénivelé et est agrémentée d'une fontaine, est située en face de l'ancien dispensaire.

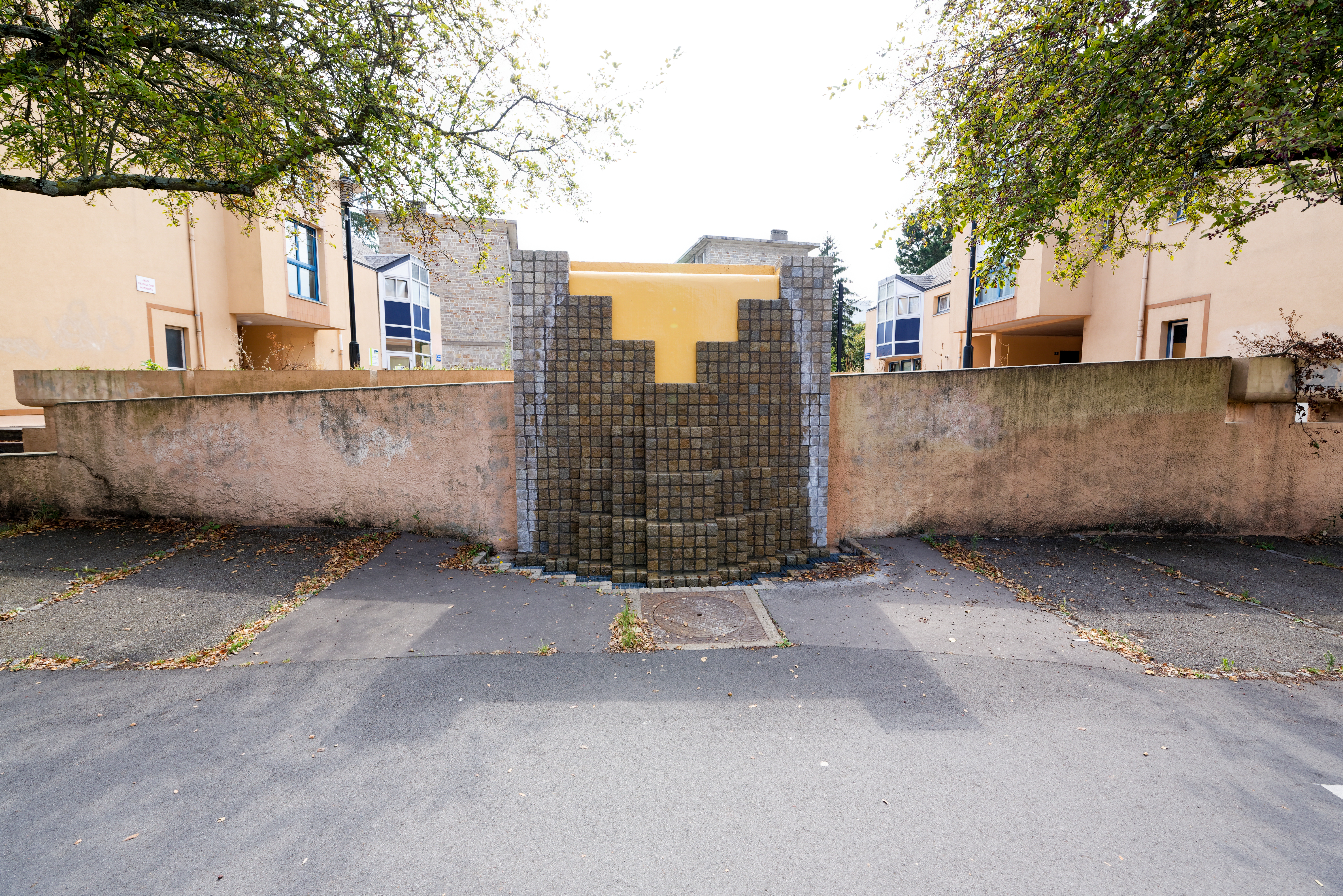
Square des Lavandières
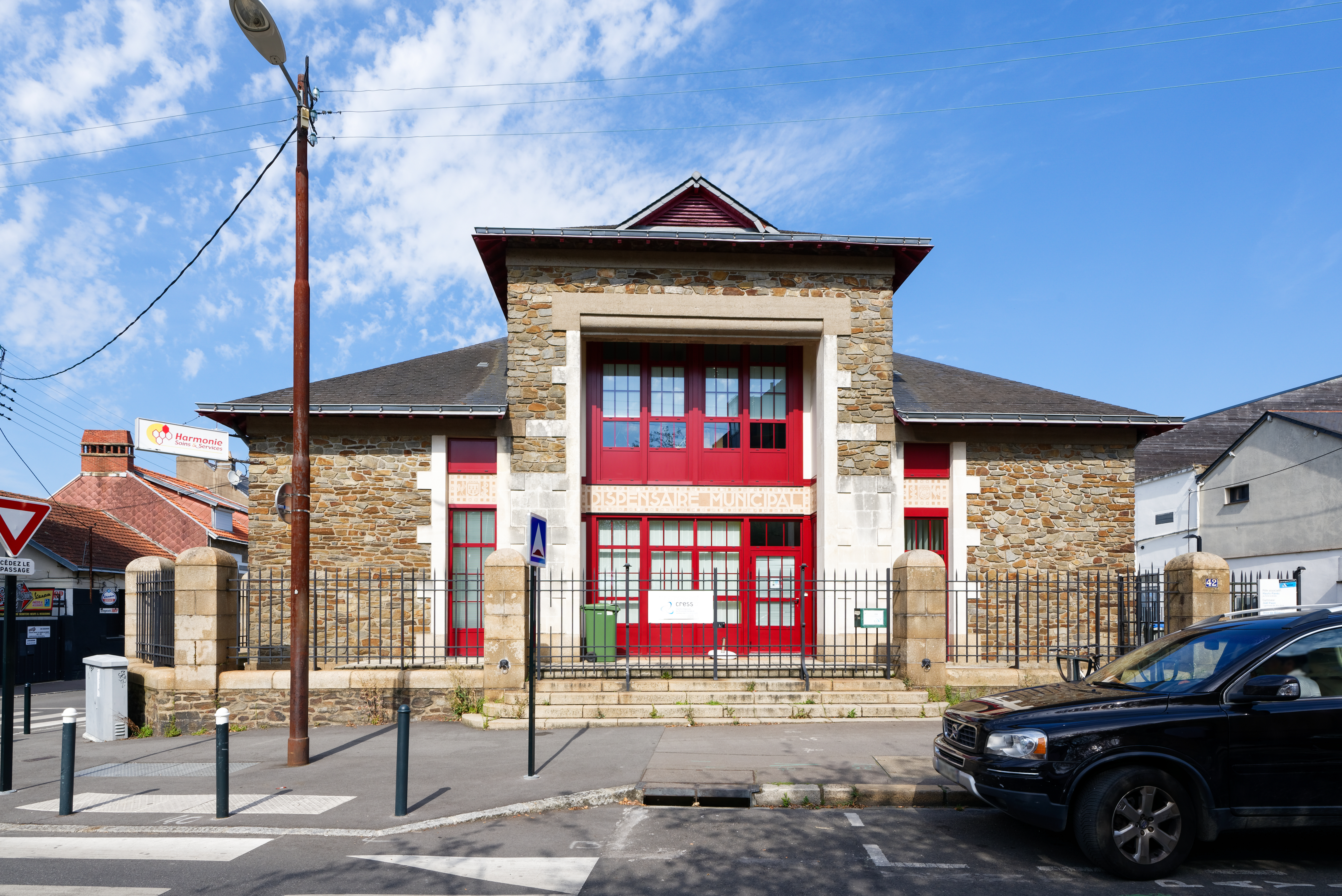
Ancien dispensaire

### Coordonnées des lieux mentionnés
1. ↑  No 48, ancienne maison de Jules Bécigneul : 47° 13′ 31″ N, 1° 33′ 58″ O.
2. ↑  No 50, « chenil de la duchesse Anne » : 47° 13′ 31″ N, 1° 33′ 58″ O.
3. ↑  Cour de la Brocante : 47° 13′ 20″ N, 1° 33′ 47″ O.
4. ↑  Cour Cathuis : 47° 13′ 22″ N, 1° 33′ 49″ O.
5. ↑  Cour des Songes : 47° 13′ 24″ N, 1° 33′ 50″ O.
6. ↑  Cour Sans-Nom : 47° 13′ 29″ N, 1° 33′ 57″ O.
7. ↑  Place de la Fontaine-Morgane : 47° 13′ 23″ N, 1° 33′ 50″ O.
8. ↑  Square des Lavandières : 47° 13′ 27″ N, 1° 33′ 54″ O.